# Bogalhal

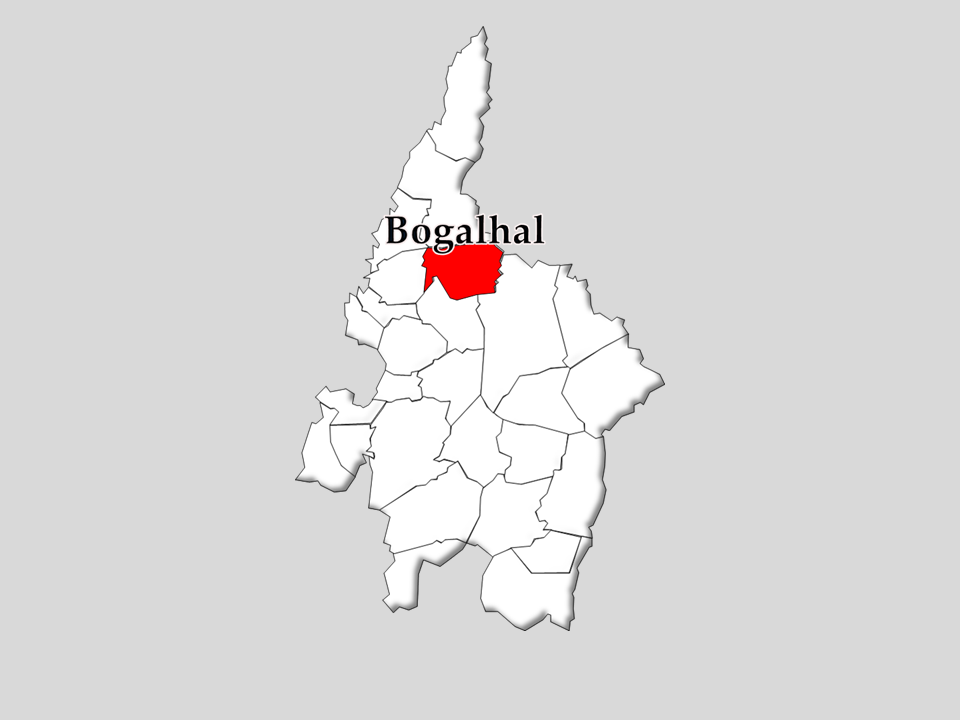
Freguesia de Bogalhal

Bogalhal é uma povoação portuguesa do Município de Pinhel que foi sede da extinta Freguesia de Bogalhal, freguesia que tinha 17,29 km² de área e 37 habitantes (2011), e, por isso, uma densidade populacional de 2,1 hab/km².
A Freguesia de Bogalhal foi extinta (agregada), pela última Reorganização administrativa do território das freguesias, de acordo com a Lei nº 11-A/2013 de 28 de Janeiro, tendo o seu território sido agregado ao da Freguesia de Valbom para constituir a Freguesia de Valbom/Bogalhal com sede em Valbom.

## População
| Totais e grupos etários | Totais e grupos etários | Totais e grupos etários | Totais e grupos etários | Totais e grupos etários | Totais e grupos etários | Totais e grupos etários | Totais e grupos etários | Totais e grupos etários | Totais e grupos etários | Totais e grupos etários | Totais e grupos etários | Totais e grupos etários | Totais e grupos etários | Totais e grupos etários | Totais e grupos etários |
| ----------------------- | ----------------------- | ----------------------- | ----------------------- | ----------------------- | ----------------------- | ----------------------- | ----------------------- | ----------------------- | ----------------------- | ----------------------- | ----------------------- | ----------------------- | ----------------------- | ----------------------- | ----------------------- |
|                         | 1864                    | 1878                    | 1890                    | 1900                    | 1911                    | 1920                    | 1930                    | 1940                    | 1950                    | 1960                    | 1970                    | 1981                    | 1991                    | 2001                    | 2011                    |
|                         | 219                     | 245                     | 246                     | 238                     | 267                     | 230                     | 236                     | 276                     | 281                     | 227                     | 95                      | 118                     | 95                      | 68                      | 37                      |
| i)                      |                         |                         |                         |                         |                         |                         |                         |                         |                         |                         |                         |                         |                         | 6                       | 2                       |
| ii)                     |                         |                         |                         |                         |                         |                         |                         |                         |                         |                         |                         |                         |                         | 1                       | 3                       |
| iii)                    |                         |                         |                         |                         |                         |                         |                         |                         |                         |                         |                         |                         |                         | 25                      | 13                      |
| iv)                     |                         |                         |                         |                         |                         |                         |                         |                         |                         |                         |                         |                         |                         | 36                      | 19                      |

```
i)
 0 aos 14 anos;
 ii)
 15 aos 24 anos; 
iii)
 25 aos 64 anos; 
iv)
 65 e mais anos	
```

## Património
- Igreja Matriz do Bogalhal;
- Capela de Santa Bárbara;
- Capela de São Sebastião.

## Pontos de Interesse
- Bogalhal Velho;
- Largo da Igreja.